# Friedrich von Dreger
Friedrich von Dreger (ur. 3 października 1699 w Greifenbergu,  zm. 26 sierpnia 1750 w Berlinie) – urzędnik w pruskim Pomorzu. Głównie znany ze swoich publikacji i zbioru dokumentów historii Pomorza.

## Życie i praca
Friedrich von Dreger wywodził się z rezydującej w Greifenbergu (dziś: Gryfice) rodziny prawników. Od 1724 był reprezentantem króla Fryderyka Wilhelma I w Sądzie Dworskim w Koszalinie, od 1730 piastował stanowisko doradcy wojennego, a od 1733 doradcy rządowego. Po uzyskaniu dyplomu 21 października 1734 został wywyższony do rangi pruskiej szlachty. W tym samym roku został mianowany dyrektorem Koszalińskiego Sądu Dworskiego. W 1735 przeniósł się do Szczecina, gdzie podjął pracę w Zarządzie Prowincji Pomorze. W 1738 objął funkcję doradcy wojennego na Pomorzu. Pracę na stanowisku wyższego urzędnika zakończył w 1747. W roku kolejnym został zarządcą zamku tzw. majordomem (łac.) maiordomus margrafa Friedricha Wilhelma w Brandenburgii-Schwedt. Od 1749 rozpoczął pracę w charakterze tajnego doradcy finansowego i wojennego w Centralnym Urzędzie Prus ds. wojny, polityki wewnętrznej i finansowej (niem.)  Generaldirektorium w Berlinie. W 1750 objął kolejne stanowiska w okręgach: szczecinieckim i  białogardzkim.
Prócz  swoich urzędniczych zajęć, F. Dreger zajmował się również licznymi pracami dotyczącymi historii Pomorza. Główne jego dzieło Codex diplomaticus (1748), stworzył na podstawie dostępnych archiwów państwowych. Za życia F. Dregera opublikowano jedynie pierwszy tom,  z dokumentami do 1269. Po jego śmierci rękopiśmienne tomy kodeksu przechowywane w szczecińskim Marienstiftsgymnasium. Historyk Johann Carl Conrad Oelrichs opublikował w 1768 nowe opracowanie oraz uzupełnione wydanie Codexu... Dregera i dalsze części jego zbioru dokumentów od 1795.

## Dzieła
- Diss. (Praes. Andr. Westphal) exhibens Specimen introductionis in historiam finium Pomeraniae, Gryphis 1721.
- Codex diplomaticus, oder Urkunden, so die Pommerisch-Rügianische und Caminische, auch benachbarte Landesteile angehen; aus lauter Originalien oder doch archivischen Abschriften in chronologischer Ordnung zusammengetragen, und mit einigen Anmerkungen erläutert, Stettin 1748.

### Opracowania
- Kneschke E. H., Neues allgemeines deutsches Adels-Lexicon, Bd. 2, Bozepolski–Ebergassing. Friedrich Voigt, Leipzig 1860, s. 574.
- Meusel J. G., Lexikon der vom Jahr 1750 bis 1800 verstorbenen teutschen Schriftsteller. Bd. 2, Gerhard Fleischer der Jüngere, Leipzig 1803, s. 422.
- Niemann, Dreger Friedrich von [w]: Allgemeine Deutsche Biographie, Bd. 5, Duncker & Humblot, Leipzig 1877, s. 391.

### Opracowania online
- Hasselbach, K. F. W., Kosegarten J. G. L., Codex Pommeraniae diplomaticus (niem.),  E. A. Koch's Verlagshandlung, Th. Kunike, Bd. 1, ss. 44-45, Greifswald 1862, [data dostępu 2011-06-27].